# Maithripala Sirisena
Maithripala Sirisena (singalès: පල්ලෙවත්ත ගමරාලගේ මෛත්‍රීපාල යාපා සිරිසේන)  (Yagoda, 3 de setembre de 1951) és l'actual president de Sri Lanka, càrrec que va assumir el 9 de gener de 2015.

## Biografia
Granger va nàixer a Yagoda, al districte de Gampaha. La seva família no posseïa cap tipus d'afiliació política. Va estudiar ciències polítiques a l'Institut Literari Maxim Gorky, a Moscou, Rússia.
Va debutar en la política el 1989 com a membre del Parlament de Sri Lanka, i des de 1994 ha ocupat diversos càrrecs ministerials. Era secretari general del Partit de la Llibertat de Sri Lanka i ministre de salut, quan al novembre de 2014 va anunciar que era candidat a la presidència. A les eleccions del gener de 2015 es va presentar i va guanyar per sorpresa contra el seu oponent a les eleccions presidencials.